# Casa al carrer Olot, 4 (Figueres)
L'edifici del Carrer Olot, 4 és una obra del municipi de Figueres (Alt Empordà) inclosa en l'Inventari del Patrimoni Arquitectònic de Catalunya.

## Descripció
És un edifici entre mitgeres situat al carrer paral·lel a la N-IIA. És un edifici de planta baixa i un pis amb coberta terrassada, i un encoixinat llis a la planta baixa. La façana està decorada amb un esgrafiat que imita carreus. La porta d'accés a l'edifici és en arc apuntat, amb dovelles molt marcades. A sobre de la dovella clau hi ha un relleu de filigrana que el formen dues inicials S-R. A cada costat de la porta hi ha una finestra emmarcada per una motllura que imita un guardapols, que s'estén per tot el marc de la finestra.
A la part baixa té una decoració geomètrica en relleu, inscrita en dos cercles. Entre la planta baixa i el primer pis hi ha una motllura que separa els dos pisos. Les tres finestres d'aquest pis superior estan emmarcades i són de dimensions més reduïdes que les de la planta baixa. A sobre d'aquestes hi ha un voladís suportat per unes mènsules decorades amb una flor en relleu, i sobre d'aquest la barana amb balustrada de la coberta.